# كوشكري (مقاطعة دالاهو)
كوشكري (بالفارسية: کوشکری) هي قرية تقع في قسم بان‌زرده الريفي (مقاطعة دالاهو) في إيران. يقدر عدد سكانها بـ 626 نسمة بحسب إحصاء 2016.